# Sénateurs de l’arrondissement de Mons-Soignies
L’arrondissement de Mons-Soignies pour le Sénat a été instauré pour les élections législatives du 27 mai 1900 et est resté d’application jusqu’à la réforme des circonscriptions électorales du Sénat votée en 1993. 
Cet arrondissement a été utilisé pour l’élection de la chambre des représentants lors des élections législatives de 1995 et 1999.
La date reprise pour le début du mandat est celle de la prestation de serment et non pas celle de l’élection.

## Sénateurs de l’arrondissement de Mons-Soignies (1900-1995)
| Nom                             |  | Parti                                 | durée du mandat                                                                                     |
| Henri de la Barre d'Erquelinnes |  | Parti catholique puis PSC             | 13 novembre 1929 – 11 avril 1954                                                                    |
| René Binot                      |  | Parti libéral                         | 14 juillet 1949 – 11 avril 1954                                                                     |
| Gustave Boël                    |  | Parti libéral                         | 3 juillet 1900 – 31 mars 1912                                                                       |
| Pol-Clovis Boël                 |  | Parti libéral                         | 25 janvier 1927 – 27 novembre 1932 et 25 juin 1936 – 13 juillet 1941                                |
| Pol Boël                        |  | PRL                                   | 31 octobre 1985 – 21 mai 1995                                                                       |
| Alfred Bonjean                  |  | PSB                                   | 18 avril 1961 – 23 mai 1965                                                                         |
| Jean Bouilly                    |  | POB puis PSB                          | 14 mars 1946 – 1er juin 1958                                                                        |
| Max Bury                        |  | PSB                                   | 25 novembre 1971 – 8 novembre 1981                                                                  |
| Marcel Busieau                  |  | PSB puis PS                           | 5 mai 1977 – 17 décembre 1978                                                                       |
| Louis Catala                    |  | Parti catholique                      | 18 avril 1939 – 17 février 1946                                                                     |
| Alfred Chevalier                |  | Parti libéral                         | 9 aout 1905 - 24 mai 1908                                                                           |
| Eugène Debaise                  |  | PSB                                   | 22 juin 1950 – 13 février 1962                                                                      |
| Fernand Defuisseaux             |  | POB                                   | 3 juillet 1900 – 29 juin 1912                                                                       |
| Alice Degeer-Adère              |  | Parti communiste de Belgique          | 14 mars 1946 – 26 juin 1949                                                                         |
| Freddy Deghilage                |  | PS                                    | 20 juillet 1994 – 21 mai 1995                                                                       |
| Henry Delanney                  |  | Parti libéral                         | 20 septembre 1944 – 17 février 1946                                                                 |
| Fernand Delmotte                |  | PSB puis PS                           | 22 novembre 1962 – 13 octobre 1985                                                                  |
| Arthur Demerbe                  |  | Parti libéral                         | 16 avril 1912 – 12 juin 1912 et 29 novembre 1918- 17 janvier 1927                                   |
| Elio Di Rupo                    |  | PS                                    | 16 décembre 1991 - 21 mai 1995                                                                      |
| Oscar Doublet                   |  | POB                                   | 22 décembre 1932 – 16 juillet 1934                                                                  |
| Abel Dubois                     |  | PSB                                   | 30 avril 1968 – 10 mars 1974                                                                        |
| Jules Dufrane-Friart            |  | Parti libéral puis POB                | 10 aout 1908 – 27 novembre 1932                                                                     |
| Léon Duray                      |  | PSB                                   | 14 mars 1946 – 1er juin 1958                                                                        |
| Jean Gevenois                   |  | PS                                    | 31 octobre 1985 – 24 novembre 1991                                                                  |
| Josse Gilquin                   |  | Union Démocratique Progressiste (UDP) | 28 mars 1974 – 17 avril 1977                                                                        |
| Jacques Hambye                  |  | PSC                                   | 23 avril 1968 – 17 avril 1977                                                                       |
| Hyacinthe Harmegnies            |  | POB puis PSB                          | 25 juin 1936 – 31 mars 1968                                                                         |
| Edgard Hismans                  |  | PS                                    | 11 janvier 1979 – 15 juillet 1994                                                                   |
| Armand Hubert                   |  | Parti catholique                      | 3 juillet 1900 - 20 novembre 1921                                                                   |
| Evence Jennard                  |  | PSB                                   | 18 avril 1961 – 23 mai 1965                                                                         |
| Jacques Jottrand                |  | PLP                                   | 10 juin 1965 – 7 novembre 1971                                                                      |
| André Lagneau                   |  | RW puis PRLW puis PRL                 | 28 mars 1974 – 13 octobre 1985                                                                      |
| Jacques Lefevre                 |  | PSC                                   | 16 décembre 1991 - 21 mai 1995                                                                      |
| Gilbert Lemal                   |  | PSB                                   | 18 juin 1958 – 26 mars 1961                                                                         |
| Jules Levecq                    |  | Parti communiste de Belgique          | 14 mars 1946 – 26 juin 1949                                                                         |
| Pierre Mainil                   |  | PSC                                   | 5 mai 1977 – 24 novembre 1991                                                                       |
| Jules Masse                     |  | POB                                   | 16 novembre 1919 – 3 février 1920 Invalidé car non-éligible au Sénat                                |
| Fernand Mosselman               |  | POB                                   | 9 juillet 1912 – 5 avril 1925                                                                       |
| Henri Neuman                    |  | parti libéral                         | 9 juillet 1912 – 23 aout 1916                                                                       |
| René Noël                       |  | Parti communiste de Belgique          | 14 juillet 1949 – 4 juin 1950 et 29 avril 1954 – 10 mars 1974                                       |
| Joseph Oblin                    |  | PSC                                   | 29 avril 1954 – 31 mars 1968                                                                        |
| François Quinchon               |  | POB                                   | 30 avril 1925 – 24 mai 1936                                                                         |
| Jules Roland                    |  | POB puis PSB                          | 30 juin 1936 – 17 février 1946 et 18 juin 1958 – 26 mars 1961                                       |
| Henri Sainctelette              |  | parti libéral                         | 3 juillet 1900 – 3 juillet 1905                                                                     |
| Albert de Savoye                |  | Parti catholique                      | 22 décembre 1932 – 24 mai 1936                                                                      |
| Eugène de Savoye                |  | Parti catholique                      | 9 juillet 1912 – 7 janvier 1916                                                                     |
| Alexandre Spreutel              |  | POB puis PSB                          | 24 juillet 1934 – 17 février 1946                                                                   |
| Willy Taminiaux                 |  | PS                                    | 31 octobre 1985 – 21 mai 1995                                                                       |
| Alphonse van de Velde           |  | Parti catholique                      | 3 juillet 1900 – mai 1911                                                                           |
| Jules Vercaigne                 |  | Parti communiste de Belgique          | 7 décembre 1981 – 13 octobre 1985                                                                   |
| Adrien Vilain XIIII             |  | Parti catholique                      | 23 mai 1911 – 12 juin 1912 et 29 novembre 1918 – 16 novembre 1919 et 16 décembre 1921 - 26 mai 1929 |
| Fernand Vinet                   |  | PSB                                   | 22 février 1962 – 11 novembre 1962                                                                  |
| Vincent Volckaert               |  | POB                                   | 4 mai 1920 – 12 février 1939                                                                        |